# Дахновка (село)
Дахновка (укр. Дахнівка) — село в Городокском районе Хмельницкой области Украины.
Население по переписи 2001 года составляло 137 человек. Почтовый индекс — 32010. Телефонный код — 3251. Занимает площадь 0,074 км². Код КОАТУУ — 6821285202.

## Местный совет
32010, Хмельницкая обл., Городокский р-н, с. Немиринцы, ул. Чапаева, 2. тел. 9-65-92